# Берёзовка (приток Юрьи)
Берёзовка — река в России, протекает в Юрьянском районе Кировской области. Устье реки находится в 19 км по правому берегу реки Юрья. Длина реки составляет 28 км. Площадь бассейна 166 км².
Исток реки на Северных Увалах в 25 км к северо-востоку от посёлка Юрья. Река течёт на запад по лесному массиву. Крупнейший приток — Бадья (правый). В среднем течении близ реки стоит село Берёзово (Ивановское сельское поселение). Впадает в Юрью в 10 км к северо-востоку от посёлка Юрья.

## Данные водного реестра
По данным государственного водного реестра России относится к Камскому бассейновому округу, водохозяйственный участок реки — Вятка от города Киров до города Котельнич, речной подбассейн реки — Вятка. Речной бассейн реки — Кама.
По данным геоинформационной системы водохозяйственного районирования территории РФ, подготовленной Федеральным агентством водных ресурсов:
- Код водного объекта в государственном водном реестре — 10010300312111100034396
- Код по гидрологической изученности (ГИ) — 111103439
- Код бассейна — 10.01.03.003
- Номер тома по ГИ — 11
- Выпуск по ГИ — 1